# Hadley Robinson
Hadley Robinson, född 7 januari 1995, är en amerikansk skådespelare.
Robinson har bland annat medverkat i TV-serien Winning Time: The Rise of the Lakers Dynasty. Hon har även medverkat i filmerna Moxie och The Pale Blue Eye.

## Filmografi (i urval)
- 2021 – Moxie
- 2022 – Winning Time: The Rise of the Lakers Dynasty (TV-serie)
- 2022 – The Pale Blue Eye
- 2023 – Anyone But You
- 2025 – Mountainhead
- 2025 – The History of Sound